# Taurotagus elongatus
Taurotagus elongatus är en skalbaggsart som först beskrevs av Edgar von Harold 1878.  Taurotagus elongatus ingår i släktet Taurotagus och familjen långhorningar.
Artens utbredningsområde är Zimbabwe. Inga underarter finns listade i Catalogue of Life.